# マトロック (2024年のテレビドラマ)
『マトロック』（原題：Matlock）は、2024年9月22日に先行公開され、その後CBSで10月17日に放送開始となるアメリカ合衆国の法廷ドラマシリーズ。ジェニー・スナイダー・アーマンが企画・制作を担当し、アンディ・グリフィス主演のオリジナルシリーズ『Matlock』をベースにしているが、主人公の性別が逆転したキャシー・ベイツが演じるなど、設定は大きく異なる。2024年10月、シリーズはシーズン2への更新が決定した。
日本では、2025年4月18日よりParamount+で配信されている。

## 概要
裕福な引退した弁護士マデリン・キングストンは、オピオイド危機で娘エリーを亡くした件で正義を求め、弁護士事務所に復帰する。マデリンは、娘の命を救えたかもしれない証拠を隠蔽したと疑っている法律事務所で、困窮した未亡人マティ・マトロックという偽名を使って仕事を得る。事務所の信頼を得るために、まず自身の知性を活かし、他の難事件で同僚を助けはじめる。
このドラマの世界では、現実世界と同じようにオリジナルの『Matlock』が放送されており、エリーのこのシリーズへの愛情がマデリンの偽名の由来となっている。

## キャスト
※括弧内は日本語吹替。
マデリン・"マティ"・マトロック
演 - キャシー・ベイツ（阿知波悟美）
法律事務所ジェイコブソン・ムーア社に就職したベテラン弁護士。夫のギャンブルによる経済的困窮と、娘の交通事故死による孫の養育のために数10年間の引退生活を経て復職した、と自称する。
オリンピア・ローレンス
演 - スカイ・P・マーシャル（松岡依都美）
ジェイコブソン・ムーア社のジュニアパートナー。マトロックの上司となる。
ジュリアン・マークストン
演 - ジェイソン・リッター（松川裕輝）
ジェイコブソン・ムーア社のシニアパートナー。
ビリー・マルティネス
演 - デヴィッド・デル・リオ（亀山雄慈）
ジェイコブソン・ムーア社でオリンピアと働く1年目のアソシエイト。
サラ・フランクリン
演 - リーア・ルイス（上田佳耶）
ジェイコブソン・ムーア社でオリンピアと働く1年目のアソシエイト。

### リカーリング
イライジャ
演 - エミ・イクワーカー（星智也）
オリンピアと恋愛関係にあったジェイコブソン・ムーア社の弁護士。
アルフィ・キングストン
演 - アーロン・ハリス（庄司ゆらの）
マデリンの天才的な孫。
エドウィン・キングストン
演 - サム・アンダーソン（たかお鷹）
マデリンの夫。
ハワード・シニア
演 - ボー・ブリッジス（佐々木省三）
ジェイコブソン・ムーア社のマネージング・パートナー。ジュリアンの父。
ミセス・ヴェルビン
演 - パトリシア・ベルチャー（磯部万沙子）
ジェイコブソン・ムーア社の管理マネージャー。通称ミセスB。
シェイ・バンフィールド
演 - ヤエル・グロブグラス
ジェイコブソン・ムーア社の陪審員コンサルタント。
キーラ
演 - パイパー・カーダ（新藤みなみ）
ジェイコブソン・ムーア社の情報技術部門。サラと交際を始める。
シモーヌ
演 - アンドレア・ロンド（那須有）
サラと同じロースクールに通い、ジェイコブソン・ムーアに最近採用されたジュニア・アソシエイト。